# أنفاق ملبو
أنفاق ملبو هي ثلاثة أنفاق جبلية تقع في بلدية ملبو ضمن دائرة سوق الاثنين في ولاية بجاية.
ويقع هذا النفق في جبال البابور ضمن الجزائر.

## بداية الأشغال
تم الانطلاق في أشغال حفر أنفاق ملبو في بلدية ملبو الواقعة على بُعد 45 كـم (28 ميل) إلى الغرب من مدينة بجاية وميناء بجاية ابتداء من يوم 2 ديسمبر 2009م.

## خصائص الأنفاق
تتمثل أنفاق ملبو الثلاثة في أنفاق خرسانية أنبوبية متفاوتة الطول.
فيبلغ طول النفق الأول 1,000 م (3,281 قدم) أو 1.000 كـم (0.621 ميل).
ويبلغ طول النفق الثاني 614 م (2,014 قدم) أو 0.614 كـم (0.382 ميل).
فيبلغ طول النفق الثالث 390 م (1,280 قدم) أو 0.390 كـم (0.242 ميل).
ويبلغ ارتفاع هذه الأنفاق المقوسة 8 م (26.25 قدم) وعرض كل واحد منها 15 م (49.21 قدم).
وهذا الطراز من الأنفاق في الاتجاهين وفق تقنية الأنبوبين (بالفرنسية: tunnel bitube)‏ قد سمح بالتقدم الدؤوب في أشغال حفرها وإنجازها.
ويتضمن كل نفق مسارَيْ طرق في الاتجاهين وعرضهما مجتمعين هو 15 م (49.21 قدم).

## تدشين الأنفاق الثلاثة
تم تدشين أنفاق ملبو الثلاثة في يوم الثلاثاء 9 جوان 2015م في إطار مشروع ازدواجية الطريق بمدينة ملبو، وفي إطار مشروع تهيئة الطريق الوطني رقم 43 الرابط بين ميناء بجاية وميناء جيجل.

## مرافق السلامة المرورية
تم تزويد أنفاق ملبو بمجموعة من مرافق وتجهيزات السلامة المرورية من كاميرات مراقبة وأجهزة آلية.

## مكتبة الصور

موقع بلدية ملبو
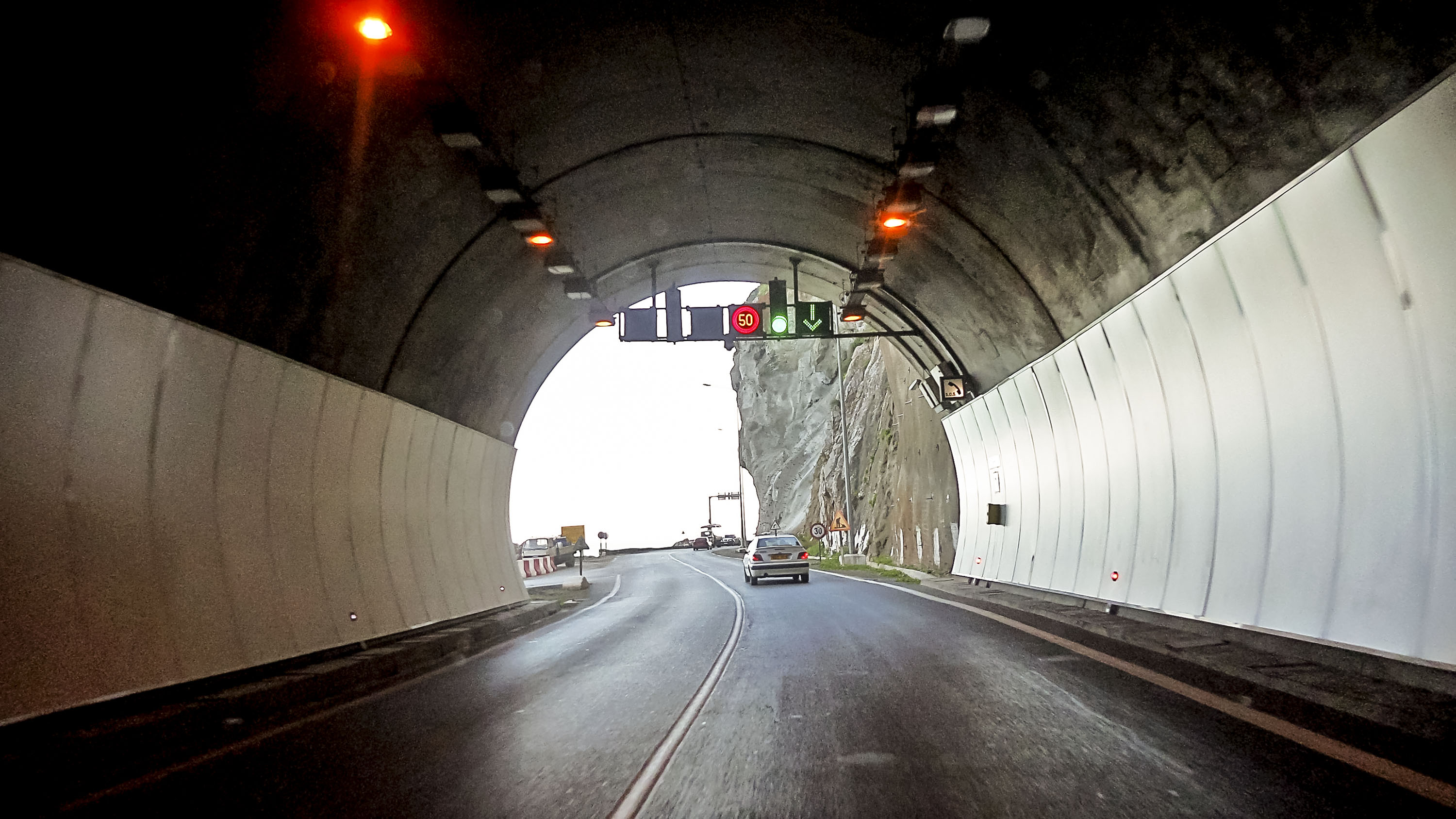
النفق الأول من أنفاق ملبو في بلدية ملبو
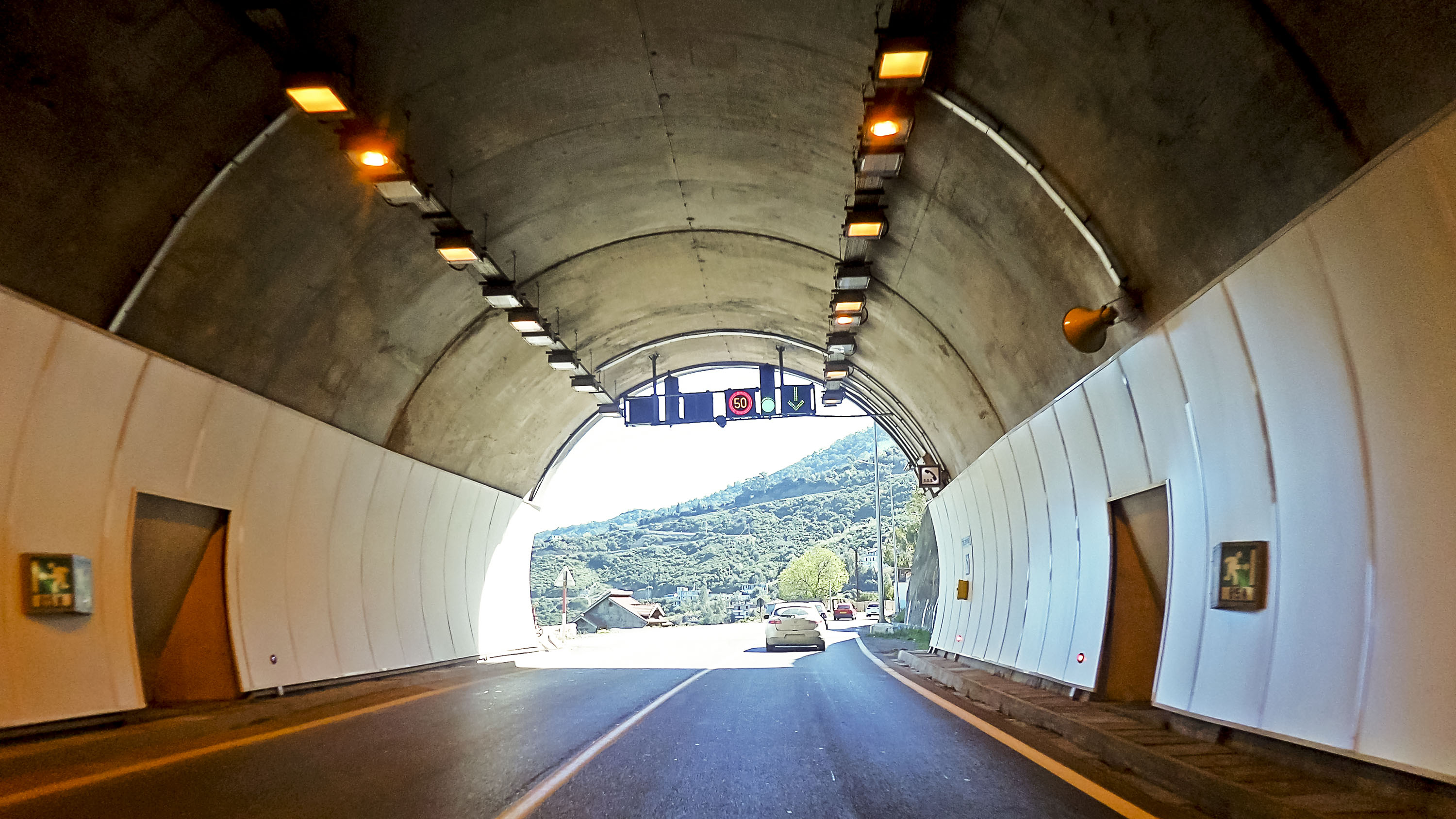
النفق الثاني من أنفاق ملبو في بلدية ملبو
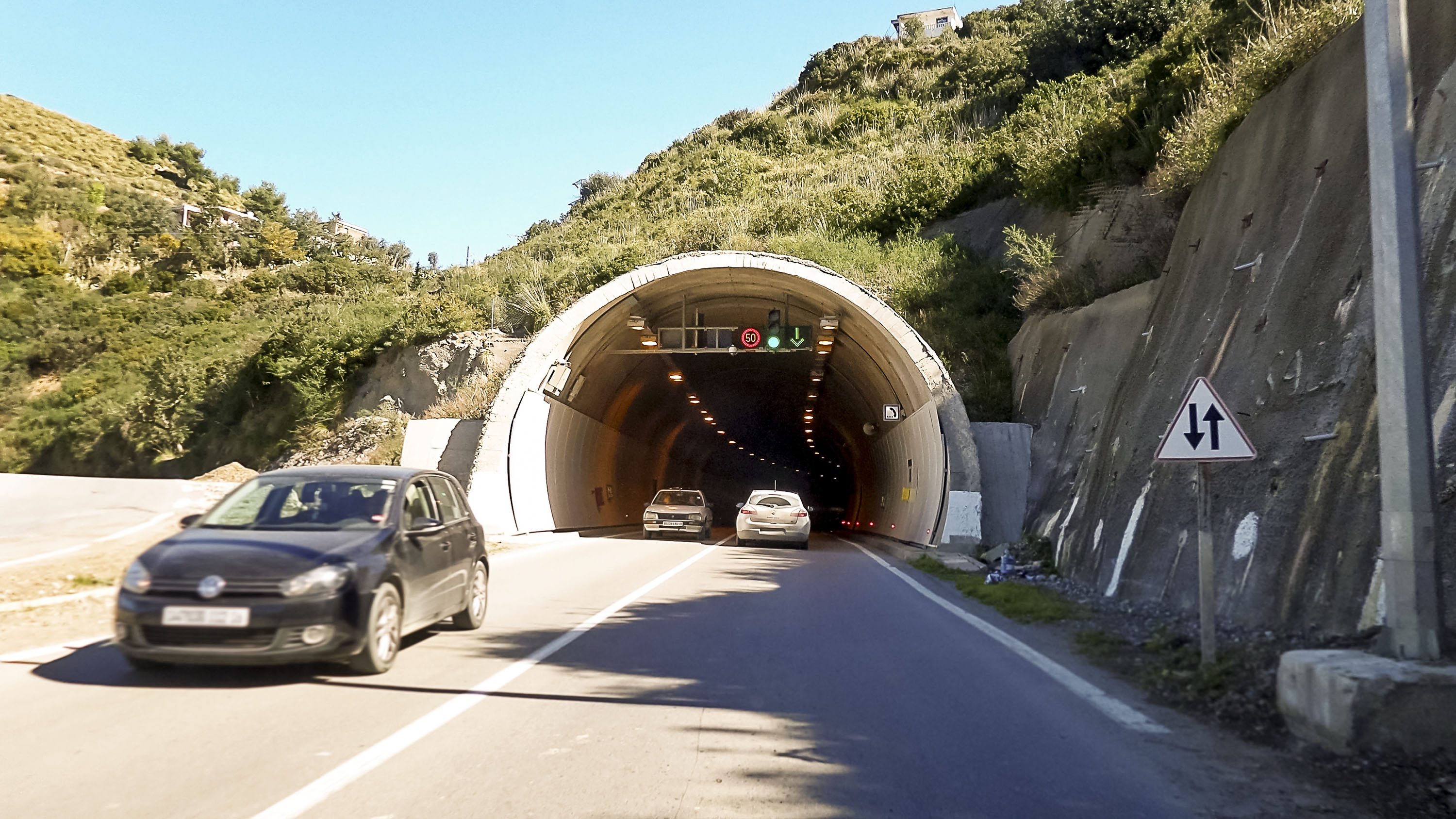
النفق الثالث من أنفاق ملبو في بلدية ملبو
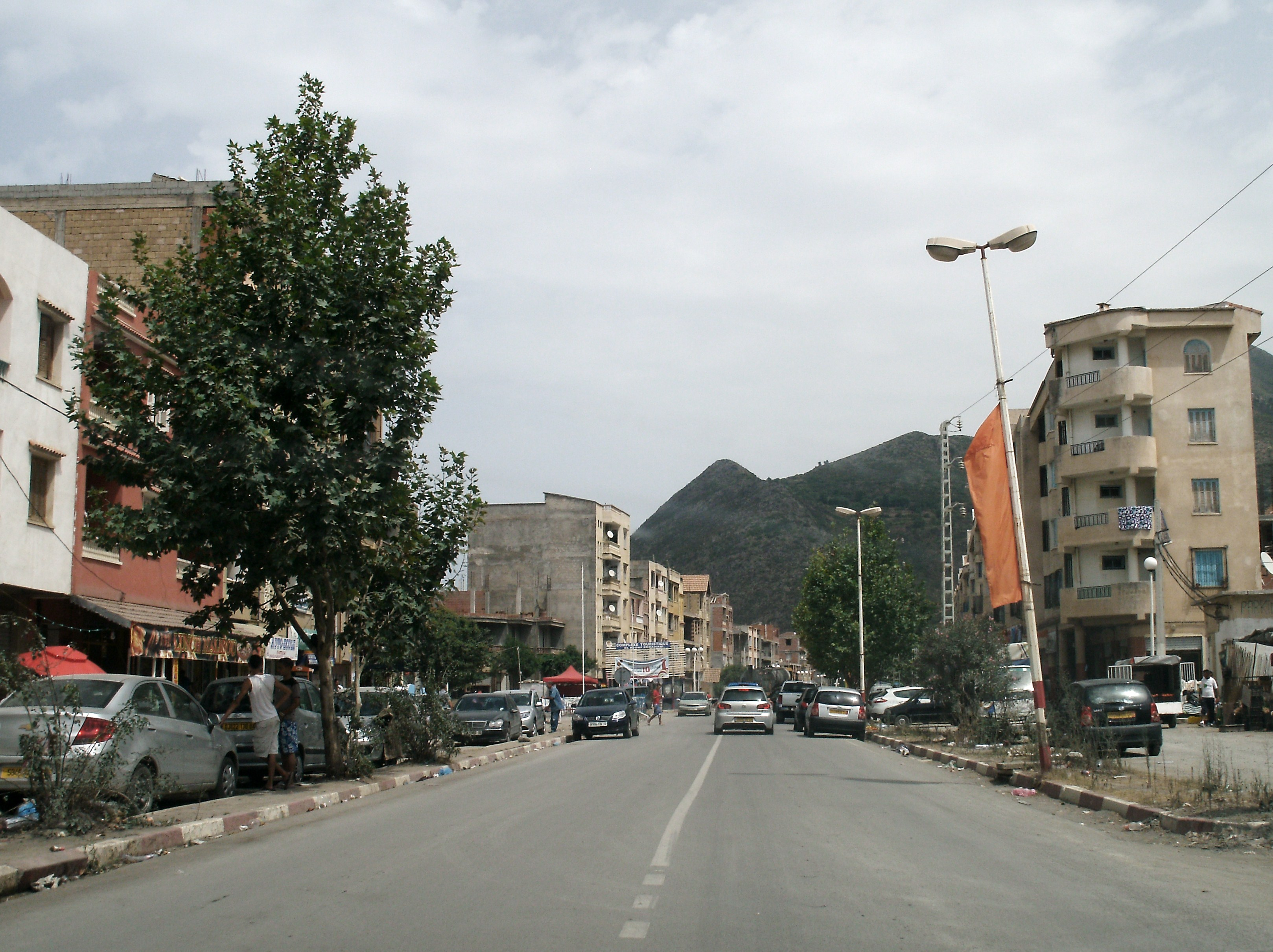
مدينة ملبو
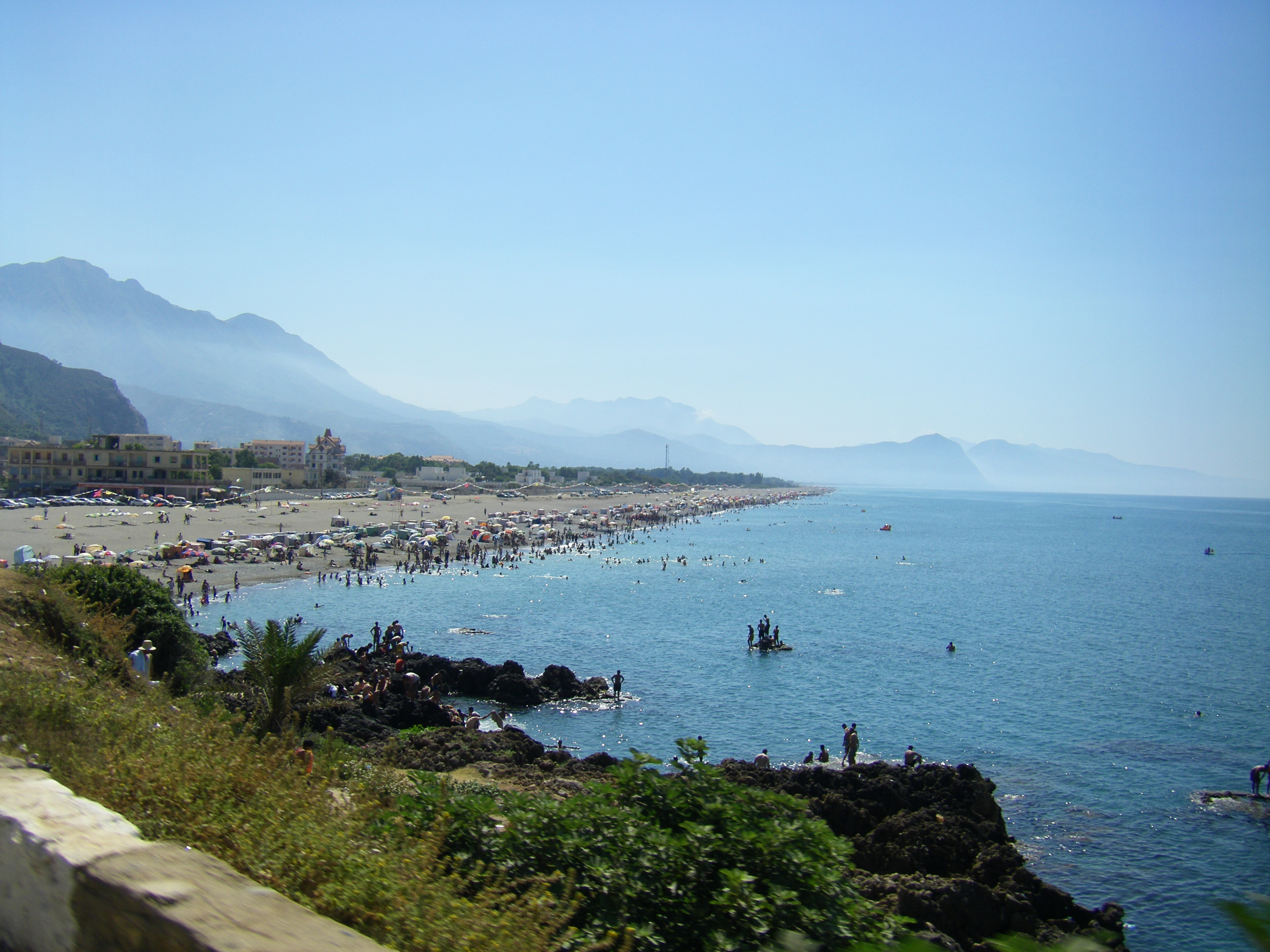
جبل ملبو
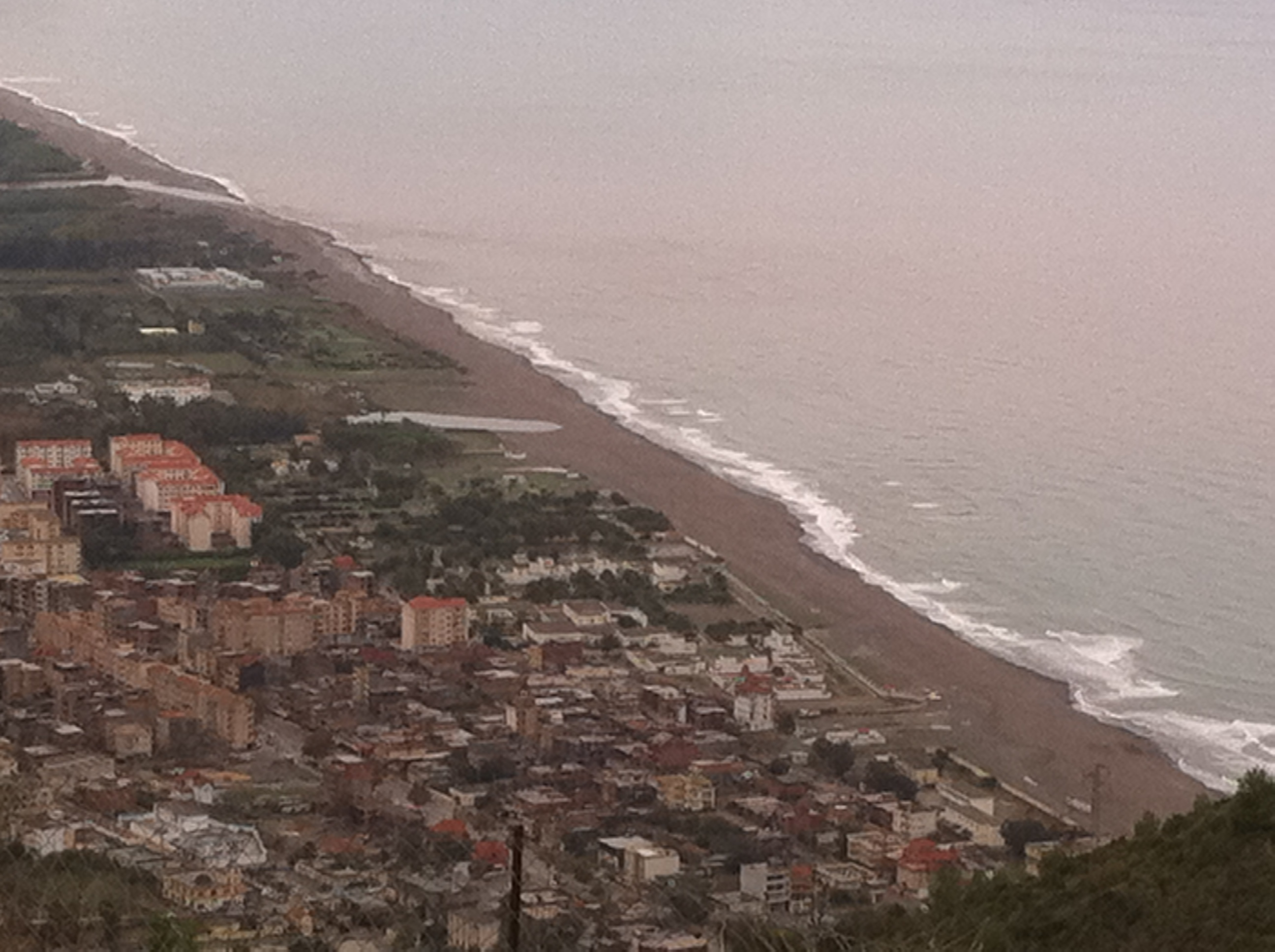
شاطئ مدينة ملبو
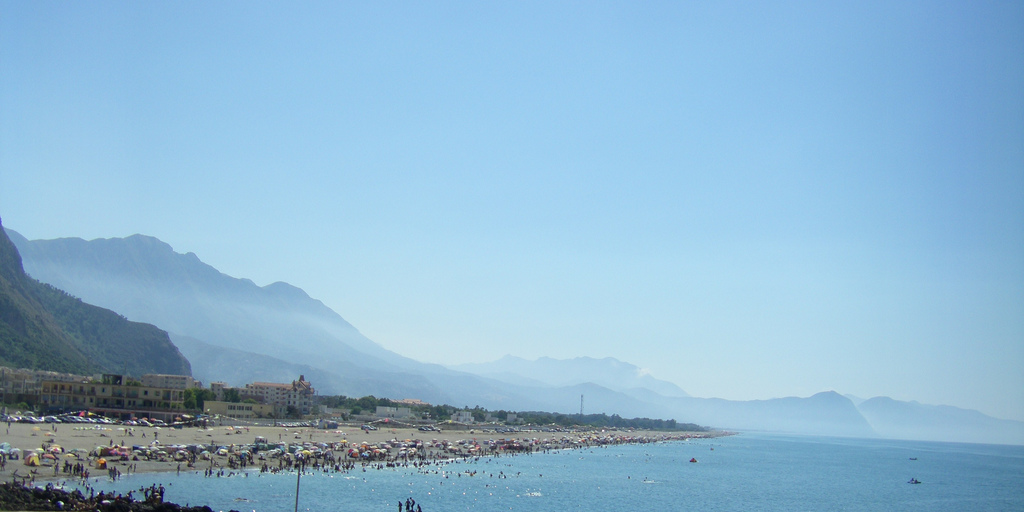
شاطئ مدينة ملبو
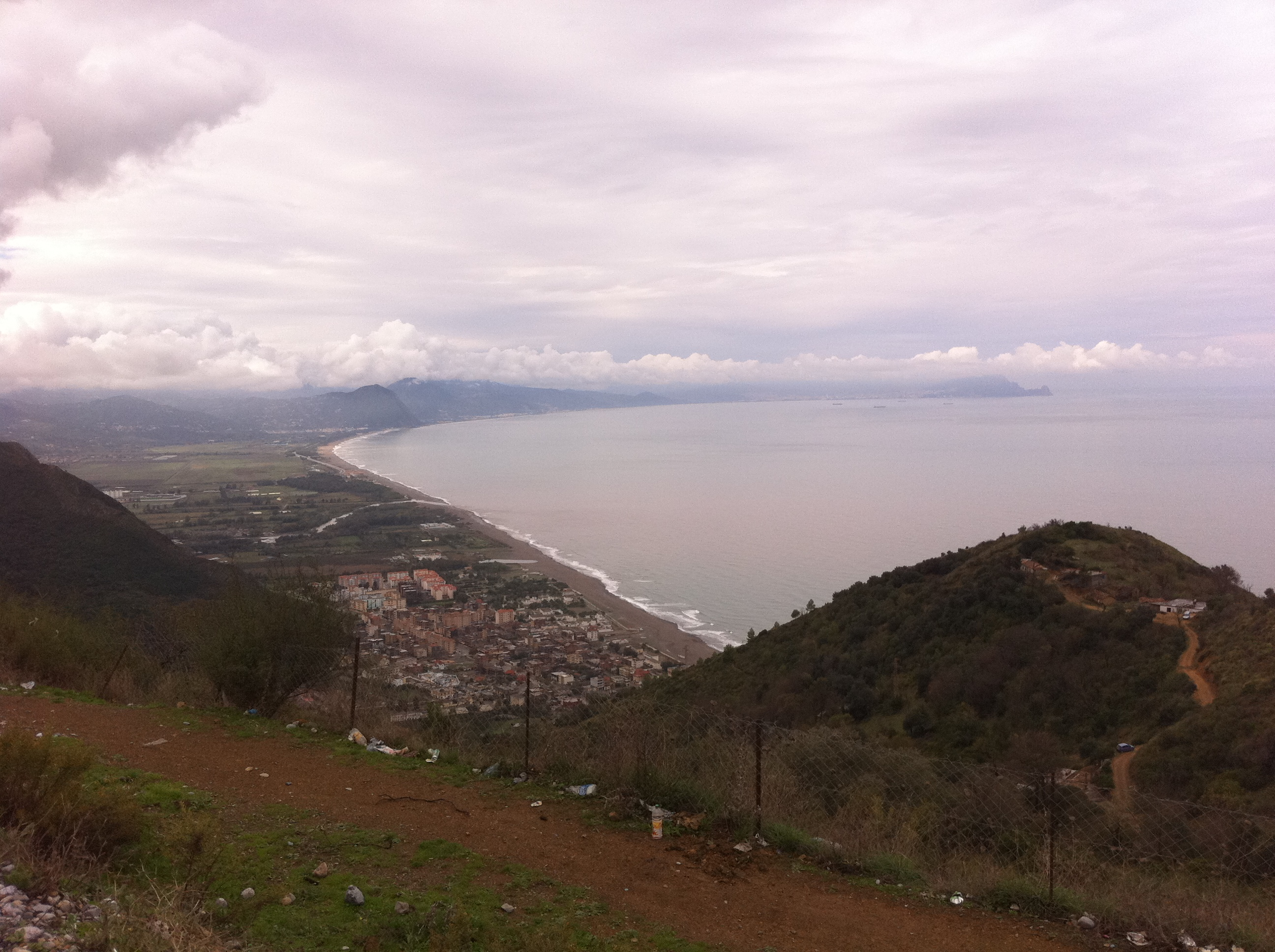
مدينة ملبو وشاطئها
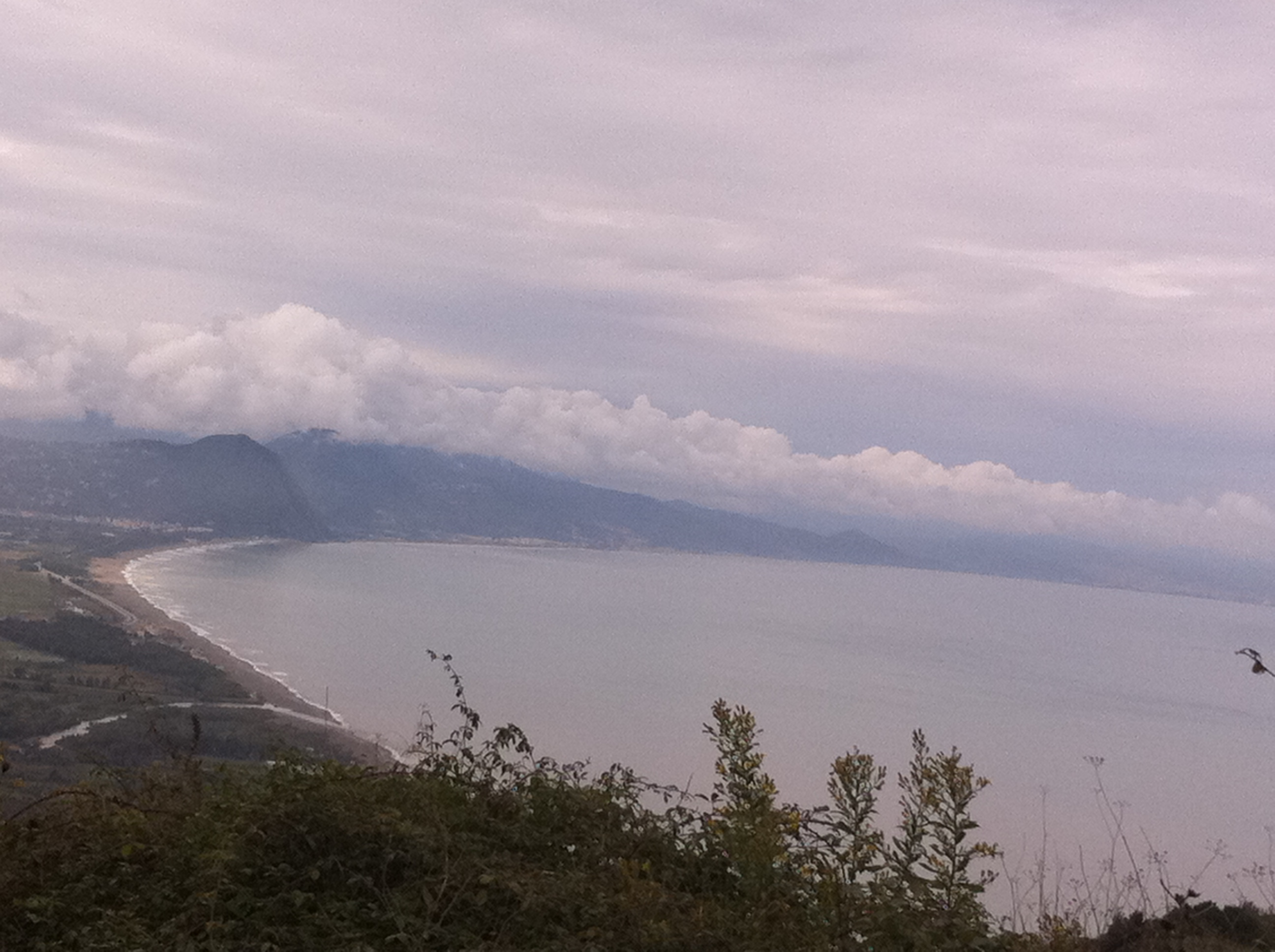
مدينة ملبو تطل على خليج بجاية
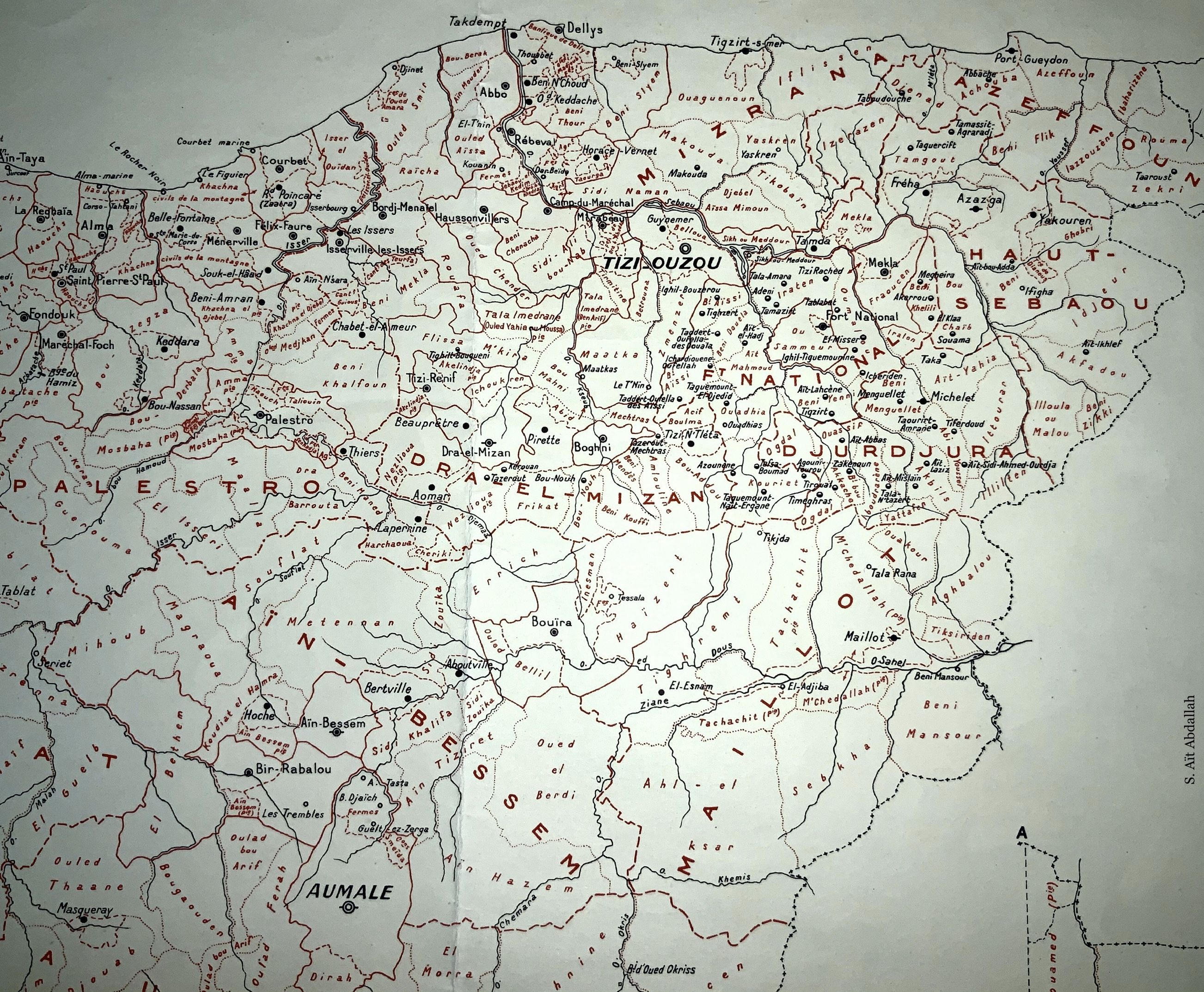
منطقة القبائل
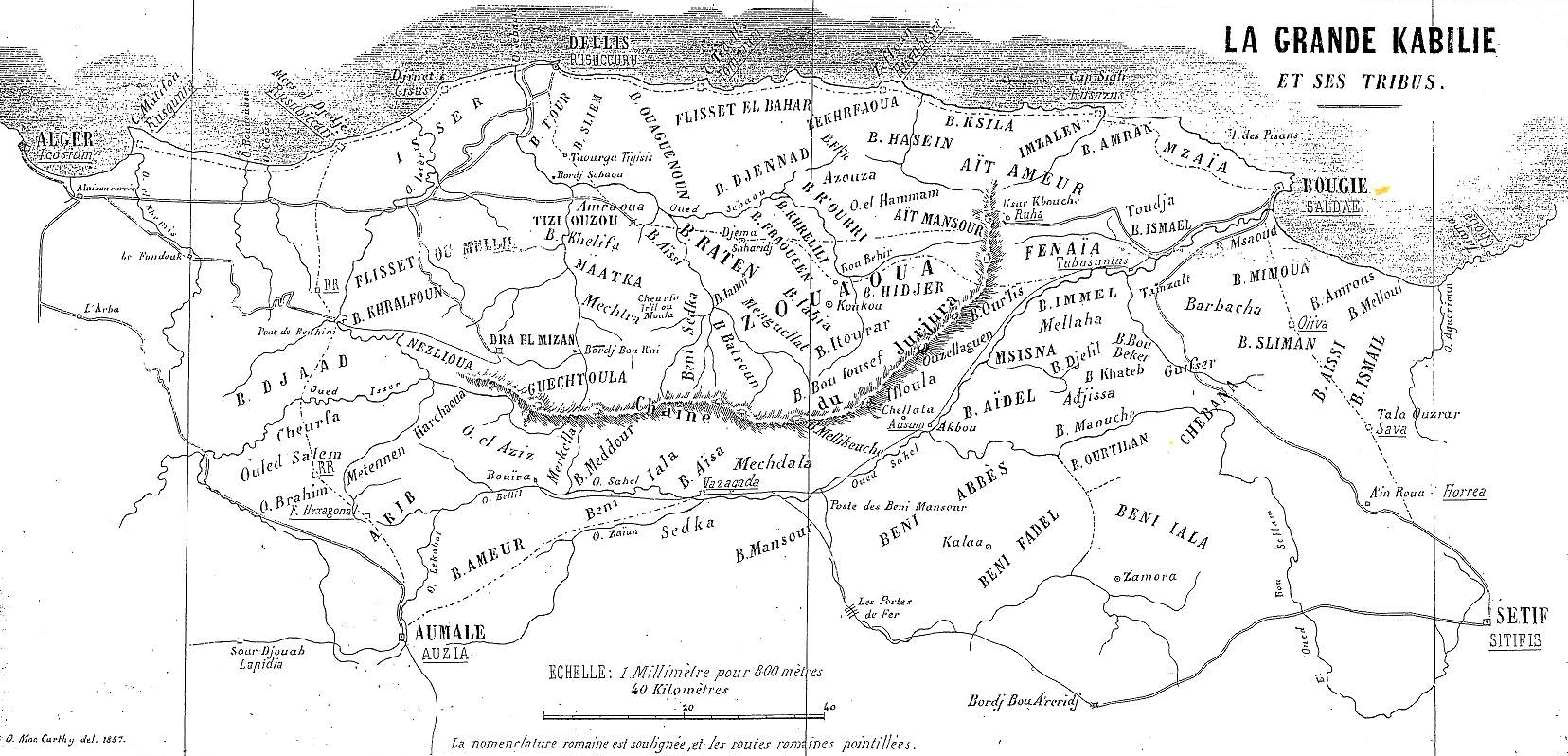
خريطة منطقة القبائل